# Scorpiops kejvali
Espèce
Scorpiops kejvali est une espèce de scorpions de la famille des Scorpiopidae.

## Distribution
Cette espèce est endémique d'Uttarakhand en Inde. Elle se rencontre vers Bageshwar entre 2 200 et 2 800 m d'altitude.

## Description
Le mâle holotype mesure 36,93 mm et la femelle paratype 50,0 mm.

## Étymologie
Cette espèce est nommée en l'honneur de Zdeněk Kejval.

## Publication originale
- Kovařík, 2020 : Nine new species of Scorpiops Peters, 1861 (Scorpiones: Scorpiopidae) from China, India, Nepal, and Pakistan. Euscorpius, no 302, p. 1-43 (texte intégral).